# 이건춘 (1873년)
이건춘(李建春, 1873년 음력 1월 18일~1936년 양력 1월 11일)은 대한제국의 외교 관료이며 일제강점기에는 조선총독부 중추원 참의를 지냈다.

## 생애
한국 최초의 근대적 관립 교육기관인 육영공원에서 수학한 뒤 1895년 법부 주사가 되면서 대한제국의 관리로 근무하기 시작했다. 1996년 외부의 번역관보로 임명되었고, 이후 외부에서 주사, 번역관, 참서관 등을 지내며 외무 담당 관료로 이력을 쌓았다.
한일 병합 조약이 체결된 1910년에는 의정부 외사국장과 내각 외사국장을 거쳐서 일본이 대한제국 황실의 재산을 국유화하기 위해 설치한 임시제실유급국유재산조사국의 위원 등을 역임한 상태였다. 한일 병합 직후 조선총독부가 설치한 중추원에 찬의로 임명되어 참여했고, 1921년 중추원 개편 후에도 3년간 참의를 지내 중추원 근무 기간은 약 14년에 이른다.
1914년 제1차 세계대전 지원을 위해 경성군인후원회에 4원을 기부한 일이 있고, 1915년 한일 병합 5주년을 기념하는 행사인 조선물산공진회가 열렸을 때는 20원을 출연했다. 1916년 일제는 중추원 간부들을 동원하여 후에 조선사편수회로 발전한 반도사편찬사업을 벌였는데, 이건춘은 조사주임으로 참가했다. 제3대 조선 총독 사이토 마코토가 3·1 운동 이후 유화책으로 주창한 문화통치와 관련하여 유교 계열에서 대동사문회라는 친일 단체가 조직되었을 때는 평사장을 맡았다.
일본 정부로부터 1909년 황태자도한기념장, 1912년 한국병합기념장을 받은 것을 시작으로 1920년 훈4등 서보장, 1928년 쇼와대례기념장을 각각 수여받았다.
2002년 발표된 친일파 708인 명단과 2008년 공개된 민족문제연구소의 친일인명사전 수록예정자 명단에 모두 선정되었다. 2007년 대한민국 친일반민족행위진상규명위원회가 친일반민족행위자로 최종 선정하여 친일반민족행위 195인 명단에도 포함시켰다.

## 같이 보기
- 조선총독부 중추원
- 대동사문회

## 참고 문헌
- 친일반민족행위진상규명위원회 (2007년 12월). 〈이건춘〉 (PDF). 《2007년도 조사보고서 II - 친일반민족행위결정이유서》. 서울. 735~742쪽. 발간등록번호 11-1560010-0000002-10.[깨진 링크(과거 내용 찾기)]